# Eupithecia scopariata
Eupithecia scopariata är en fjärilsart som beskrevs av Jules Pièrre Rambur 1833. Eupithecia scopariata ingår i släktet Eupithecia och familjen mätare. Inga underarter finns listade i Catalogue of Life.